# BT Group

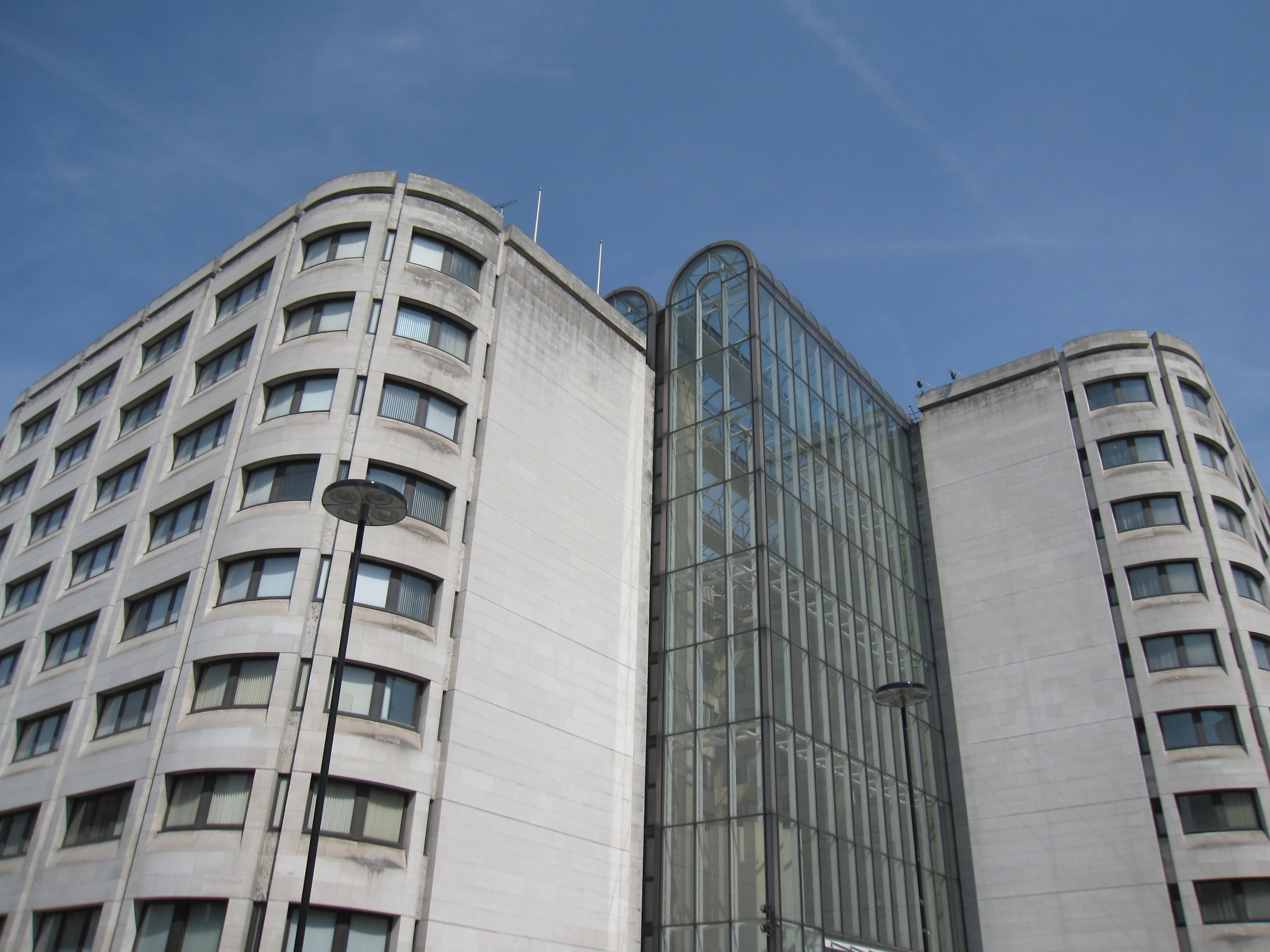
Siedziba BT Group w Londynie

BT Group plc (dawniej British Telecom) – przedsiębiorstwo telekomunikacyjne w Wielkiej Brytanii.
Zatrudnia ok. 98 400 pracowników (2022) i zamierza zmniejszyć zatrudnienie do końca dekady o 55 000 osób.